# Kanton Barcelonnette
Der Kanton Barcelonnette ist ein französischer Wahlkreis im Département Alpes-de-Haute-Provence in der Region Provence-Alpes-Côte d’Azur. Er umfasst 14 Gemeinden. Das bureau centralisateur ist in Barcelonnette.

## Gemeinden
Der Kanton besteht aus 14 Gemeinden mit insgesamt 7715 Einwohnern (Stand: 1. Januar 2022) auf einer Gesamtfläche von 1.027,73 km²:
| Gemeinde                | Einwohner 1. Januar 2022 | Fläche km² | Dichte Einw./km² | Code INSEE | Postleitzahl |
| ----------------------- | ------------------------ | ---------- | ---------------- | ---------- | ------------ |
| Barcelonnette           | 2.528                    | 16,42      | 154              | 04019      | 04400        |
| Enchastrayes            | 397                      | 44,19      | 9                | 04073      | 04400        |
| Faucon-de-Barcelonnette | 293                      | 17,42      | 17               | 04086      | 04400        |
| Jausiers                | 1.142                    | 107,73     | 11               | 04096      | 04850        |
| La Condamine-Châtelard  | 156                      | 56,08      | 3                | 04062      | 04530        |
| Le Lauzet-Ubaye         | 212                      | 66,26      | 3                | 04102      | 04340        |
| Les Thuiles             | 365                      | 32,80      | 11               | 04220      | 04400        |
| Méolans-Revel           | 323                      | 127,74     | 3                | 04161      | 04340        |
| Pontis                  | 95                       | 14,11      | 7                | 04154      | 05160        |
| Saint-Paul-sur-Ubaye    | 195                      | 205,55     | 1                | 04193      | 04530        |
| Saint-Pons              | 613                      | 32,06      | 19               | 04195      | 04400        |
| Ubaye-Serre-Ponçon      | 796                      | 62,48      | 13               | 04033      | 04340, 04340 |
| Uvernet-Fours           | 502                      | 135,44     | 4                | 04226      | 04400        |
| Val d’Oronaye           | 98                       | 109,45     | 1                | 04120      | 04540        |
| Kanton Barcelonnette    | 7.715                    | 1.027,73   | 8                | 0401       | –            |

Bis zur Neuordnung gehörten zum Kanton Barcelonnette die 11 Gemeinden Barcelonnette, Enchastrayes, Faucon-de-Barcelonnette, Jausiers, La Condamine-Châtelard, Larche, Les Thuiles, Meyronnes, Saint-Paul-sur-Ubaye, Saint-Pons und Uvernet-Fours. Sein Zuschnitt entsprach einer Fläche von 757,14 km2. Er besaß vor 2015 einen anderen INSEE-Code als heute, nämlich 0404.

## Veränderungen im Gemeindebestand seit der landesweiten Neuordnung der Kantone
2016: Fusion Larche und Meyronnes → Val d’Oronaye
2017: Fusion La Bréole und Saint-Vincent-les-Forts → Ubaye-Serre-Ponçon

## Politik
| Vertreter im Départementsrat | Vertreter im Départementsrat       | Vertreter im Départementsrat |
| Amtszeit                     | Namen                              | Partei                       |
| ---------------------------- | ---------------------------------- | ---------------------------- |
| 2004–2015                    | Lucien Gilly                       | PS                           |
| 2015–                        | Roger Masse Sophie Vaginay Ricourt | DVD                          |